# ۷۷ (میلادی)
۷۷ (میلادی) هفتاد و هفتمین سال تقویم میلادی است.

## رویدادها
بر اساس مکان
امپراتوری روم
- گنائوس جولیوس آگریکولا به عنوان فرماندار بریتانیا منصوب شد، پستی که تا سال ۸۴ میلادی در اختیار داشت. او نفوذ روم را تا دهانه رودخانه کلاید (اسکاتلند) گسترش داد و استحکامات نظامی ساخت.[۱]
- آگریکولا قوم اردوویس را در ولز مطیع خود می‌کند و بقایای این قبیله را تا آنگلسی، جزیره مقدس دروئیدها، تعقیب می‌کند.
- قبایل کالدونی در اسکاتلند، کنفدراسیونی از 30،000 جنگجو را تحت رهبری کالگاکوس تشکیل می‌دهند.
- زمستان - آگریکولا آنگلسی را فتح می‌کند و ارتش خود را در اقامتگاه‌های زمستانی‌شان پراکنده می‌کند.

آسیا
- پادشاه گیرو از بکجه بر تخت پادشاهی بکجه در شبه جزیره کره نشست.[۲]

بر اساس موضوع
هنرها و علوم
- رومی‌ها یک روش ساده تقطیر را توسعه دادند.

## درگذشتگان
- دارو از باکجه، پادشاه کره[۲]